# The Love Bugs
The Love Bugs é um curta-metragem mudo norte-americano de 1917, do gênero comédia, dirigido e estrelado por Oliver Hardy.

## Elenco

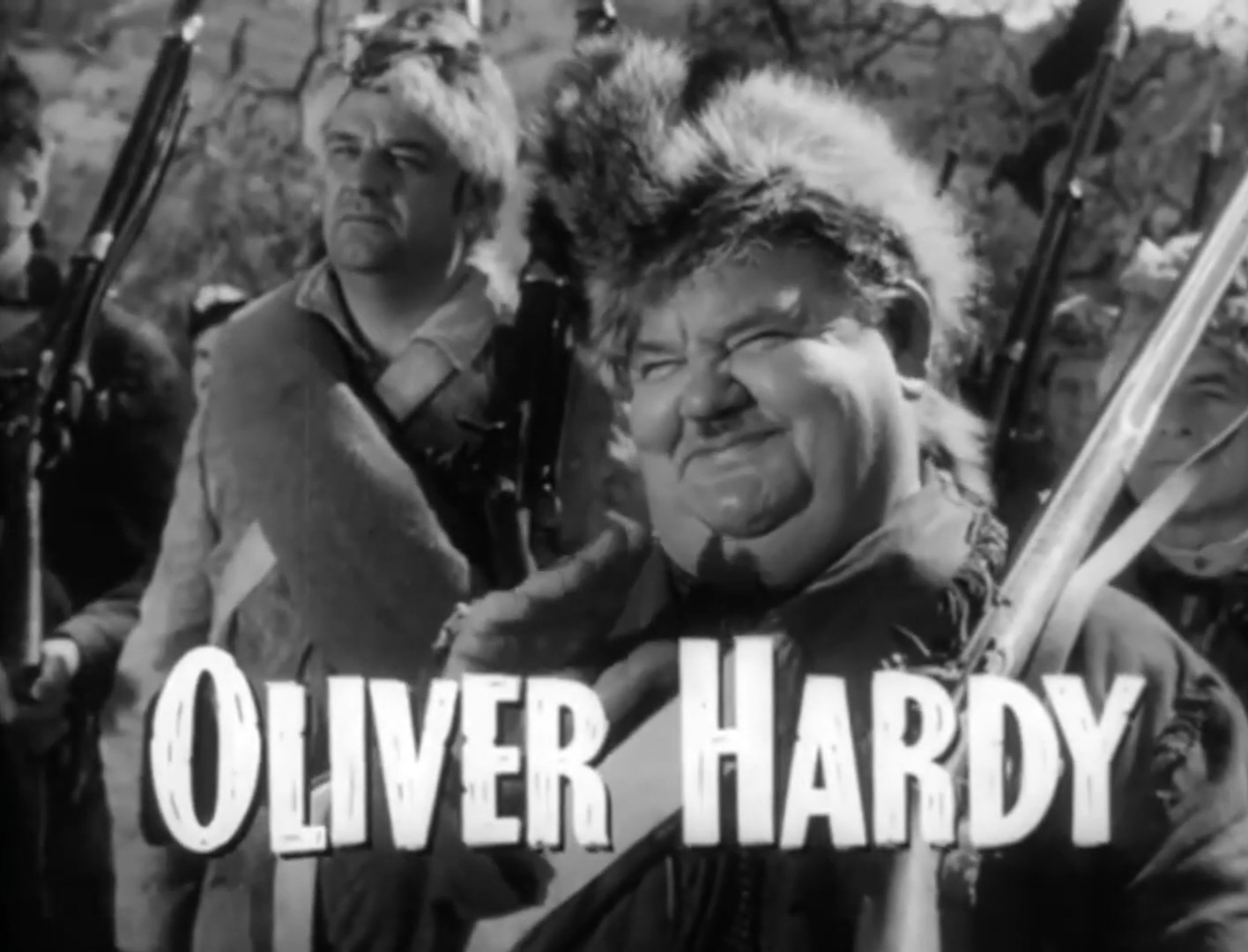
Oliver Hardy

- Oliver Hardy - Babe (Como Babe Hardy)
- Ethel Marie Burton - Ethel (como Ethel Burton)
- Joe Cohen - Cohen
- Florence McLaughlin